# Soweto
Soweto je předměstí největšího jihoafrického velkoměsta Johannesburgu. Vzniklo jako ghetto pro původní (africké) obyvatelstvo: dosud tvoří 98,5 % obyvatel černoši, převážně Zuluové, Sothové, Xhosové. Počet obyvatel se oficiálně odhaduje na 1,3 milionu, vzhledem k přílivu neregistrovaných přistěhovalců z venkova však může být výrazně vyšší. Soweto je považováno za jedno z míst, které je symbolem období apartheidu v dějinách země.

## Název
Název Soweto vznikl z angličtiny jako zkratkové slovo ze South Western Township, tedy Jihozápadní předměstí (Johannesburgu). V první polovině 20. století byla diskutována i jiné jména, jako např. Clarendon nebo Orlando.

## Poloha a přírodní poměry
Geografický střed Soweta se nachází cca 12 km od centra Johannesburgu.

## Administrativní dělení
Pod Soweto spadá několik částí (tzv. townships), a to: Bram Fisherville, Chiawelo, Diepkloof, Dobsonville, Dlamini, Dube, Emdeni, Jabavu, Jabulani, Killarney, Klipspruit, Mapetla, Meadowlands, Mofolo, Molapo, Moletsane, Moroka, Mzimhlophe, Naledi, Orlando, Phefeni, Phiri, Phomolong, Pimville, Protea, Protea Glen, Senaoane, Snake Park, Tladi, White City, Zola a Zondi. Občas bývají zahrnovány i některá okolní.

## Historie

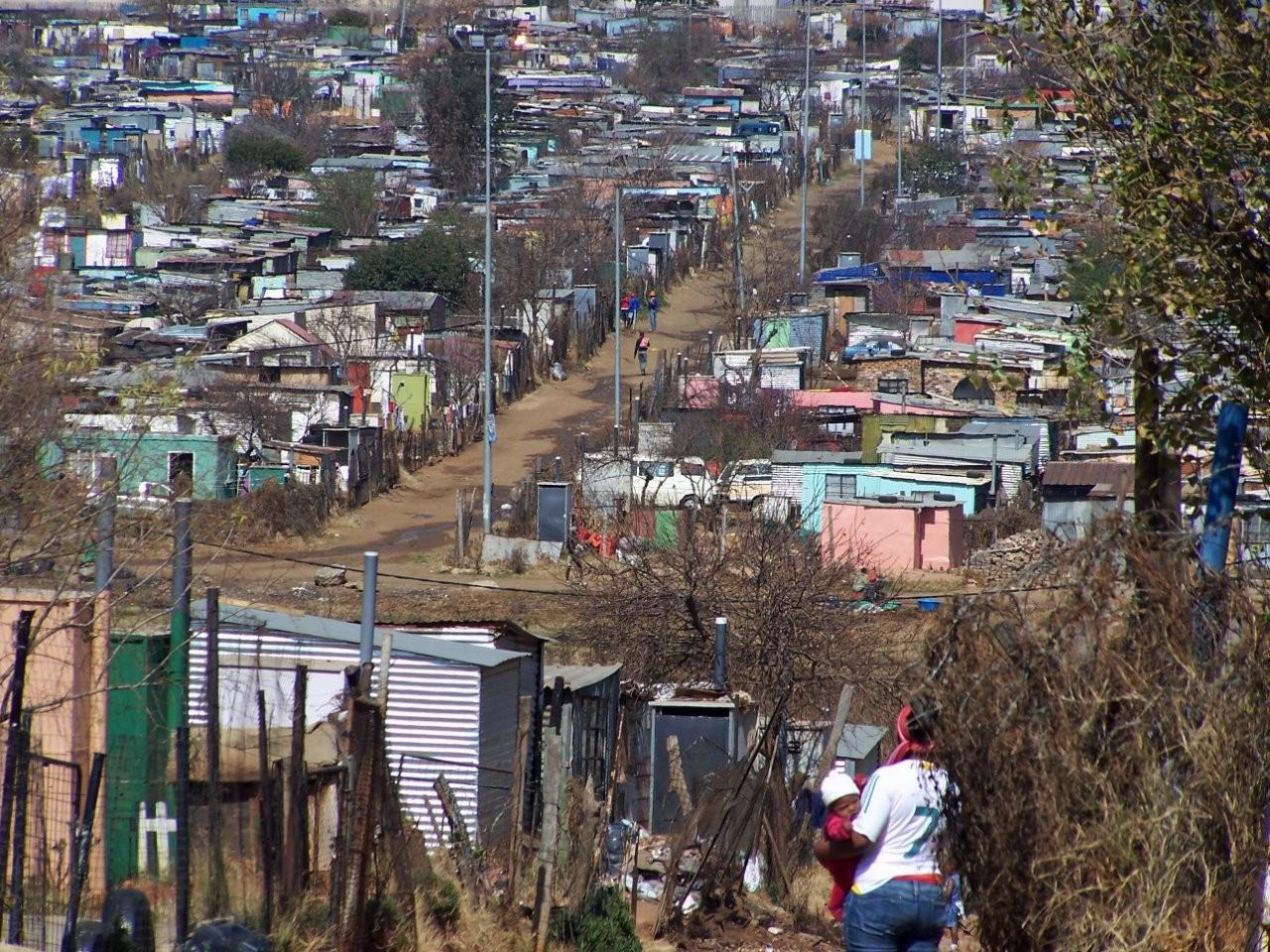
Bydlení v Sowetu (cca 2009)

Od počátku 20. století vznikaly na jihozápadním okraji Johannesburgu osady pro zaměstnance místních dolů, jako Klipspruit, Orlando nebo Phiri, které s rozvojem průmyslu postupně rostly. Po zavedení apartheidu v roce 1948 sem byli nuceně sestěhováni původní obyvatelé z centra města. Původní osada byla podstatně rozšířena, aby mohla pojmout zamýšlené obyvatelstvo. Připraven byl projekt bytové výstavby, který zahrnoval vznik čtyřpokojových domů za velmi nízké náklady podle standardizovaného plánu. Dodnes jsou zde tyto znaky patrné.
V roce 1950 navštívil Soweto Ernest Oppenheimer, který byl zděšen nuznými životními podmínkami místních. Vyjednal proto s místní samosprávou projekt, pro který by poskytl úvěr ve výši 6 milionů randů pro bytovou výstavbu. Město se zavázalo jej splatit do 30 let. Postaveno bylo 24 tisíc domů do pěti let. 
V roce 1963 dostala tato městská část název Soweto. Fungovala jako sídliště pro lidi pracující v jiných částech johannesburské aglomerace a nevznikala zde žádná infrastruktura. Životní podmínky pro místní byly velmi nepříznivé: většina obyvatel neměla přístup k elektřině nebo kanalizaci. Soweto se stalo baštou Afrického národního kongresu. 
Růst předměstí dosahoval enormních rozměrů. Již na konci 60. let 20. století začala být dopravní situace v Sowetu neúnosná. Příměstské vlaky do Johannesburgu byly přeplněné během raní i odpolední špičky. Na silnicích docházelo k častým dopravním nehodám. Denně vlakem dojíždělo ze Soweta přes dvě sě tisíc cestujících. Vláda provincie Transvaal následně schválila projekt rozvoje silniční výstavby.
Již dne 16. června 1976 zde proběhla demonstrace studentů proti zavedení afrikánštiny jako vyučovacího jazyka, kterou policie násilně potlačila, při nepokojích zahynulo nejméně 176 osob, zejména dětí a mladistvých. Podle jedné z obětí Hectora Pietersona bylo pojmenováno muzeum apartheidu, otevřené roku 2002. V osmdesátých letech 20. století se životní úroveň zlepšila, začala státem podporovaná výstavba bytů, černochům bylo povoleno samostatné podnikání, nespokojenost obyvatel Soweta s druhořadým postavením však nadále vybuchovala v častých násilnostech. V roce 1983 byla v Sowetu zřízena samospráva, v roce 2002 bylo město znovu z administrativního hlediska připojeno k Johannesburgu.
Po odstranění apartheidu v Jihoafrické republice zde byla iniciována řada programů, které měly původně segregované obyvatelstvo integrovat do zbytku jihoafrické společnosti. V roce 2011 zde byl otevřen kampus Univerzity v Johannesburgu.
Přetrvávajícími problémy lokality jsou nezaměstnanost, šedá ekonomika, přelidněnost a celkově zdraví ohrožující životní podmínky. Ačkoli bývá Soweto obecně spojováno s bídou a násilím, kromě slumů jsou zde i útulné čtvrti obývané majetnějšími černochy a kriminalita je v průměru nižší než v centru Johannesburgu. V 21. století i zde dochází k růstu obyvatel a tedy růstu cen pozemků, což vytváří ekonomické tlaky na místní obyvatelstvo. Nicméne i tak zde stále stojí přístřešky v podobě slumů budované z plechových desek. Díky významu pro dějiny Jihoafrické republiky je v 21. století jedním z častých cílů turistiky. V Sowetu také stojí moderní obchodní centra.

## Pamětihodnosti

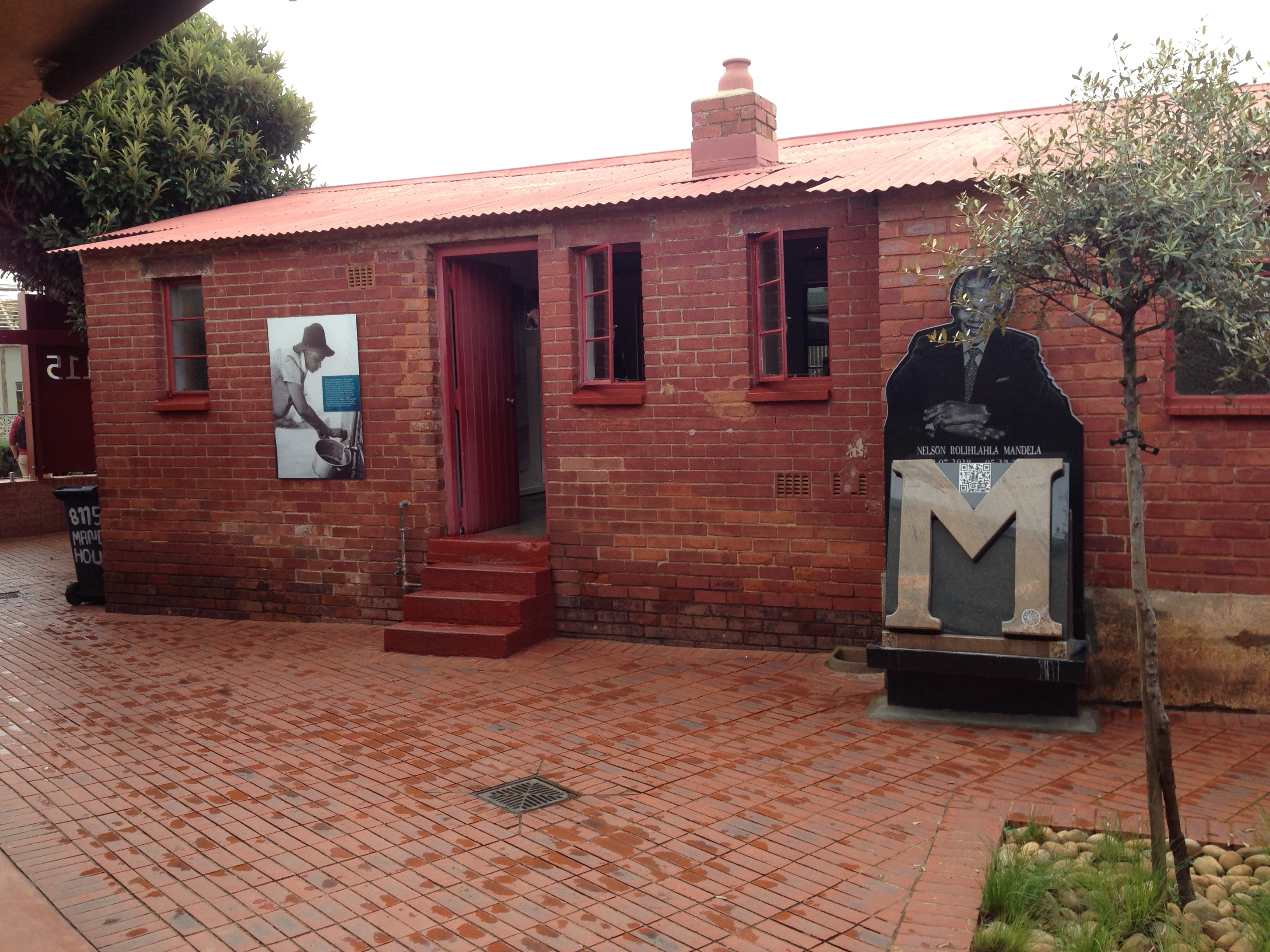
Dům Nelsona Mandely.

Vilakazi Street je jedinou ulicí na světě, v níž bydleli dva nositelé Nobelovy ceny: Desmond Tutu a Nelson Mandela.
Kostel Regina Mundi ve čtvrti Rocksville je největším katolickým chrámem v JAR. Chris Hani Baragwanath Hospital, založená roku 1941, byla roku 1994 uvedena v Guinnessově knize rekordů jako největší nemocnice na světě o rozloze přes sedmdesát hektarů. Ve čtvrti Orlando fungovala do roku 1998 velká tepelná elektrárna, její chladicí věže známé jako Orlando Towers jsou charakteristickou dominantou Soweta.

## Kultura

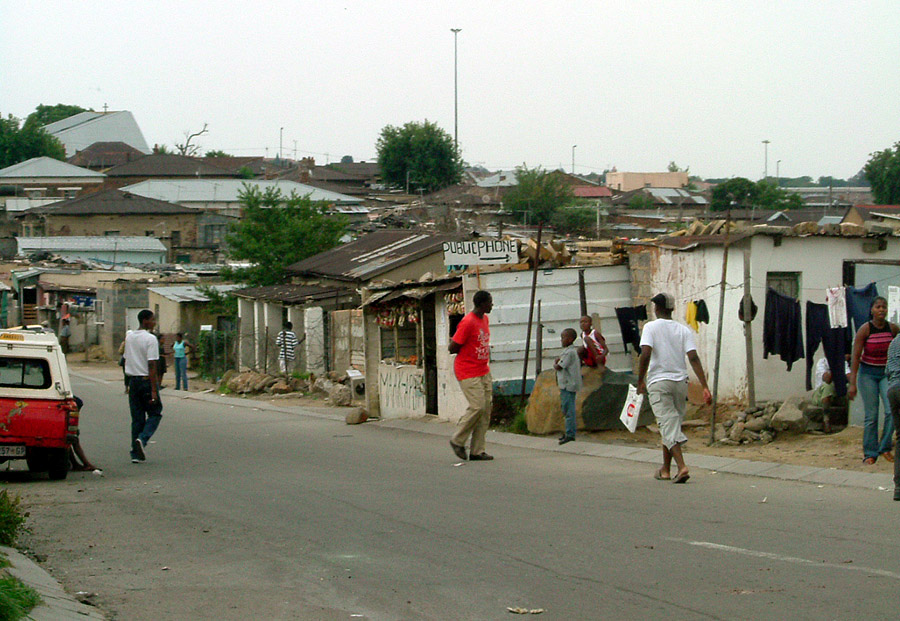
Ulice v Sowetu v roce 2004.

Kwa-Khaya Lendaba cultural village je skanzenem, který udržuje tradiční africký způsob života, zvyky a umělecká řemesla. V Sowetu sídlí významný sbor Soweto Gospel Choir a množství interpretů moderního černošského hudebního stylu kwaito. Stojí zde také Muzeum Hectora Petersona, který byl zastřelen při nepokojích v roce 1976.

## Doprava
Soweto obklopují dálnice N12 a N1. Veřejnou dopravu zde zajišťují autobusy a sdílené taxíky. Hlavní množství cestujících pobírá příměstská železnice Metrorail Gauteng. Diskutováno bylo její rozšíření, nicméně nic z toho nebylo uskutečněno.

## Ve filmu
V roce 2009 byl v Sowetu natočen úspěšný hollywoodský vědeckofantastický film District 9.

## Sport
Soccer City je s kapacitou přes 90 000 míst největším fotbalovým stadionem v Africe, hrálo se na něm finále a dalších sedm zápasů Mistrovství světa ve fotbale 2010. Významnými fotbalovými kluby v Sowetu jsou Orlando Pirates, Kaizer Chiefs a Moroka Swallows. Od roku 2009 se koná tenisový turnaj Soweto Open.